# Stefanino De Stefano
Stefanino De Stefano (Pinzano al Tagliamento, 2 gennaio 1922 – ...) è stato un calciatore e allenatore di calcio italiano, di ruolo difensore.

## Carriera
Debutta in Serie B nel 1941-1942 con l'Udinese, disputando 26 partite nell'arco di tre stagioni.
Nel dopoguerra, dopo aver giocato in Serie C con la SAICI Torviscosa, passa alla Pistoiese, con la cui maglia gioca altri due campionati cadetti, totalizzando 50 presenze. 